# Lectică

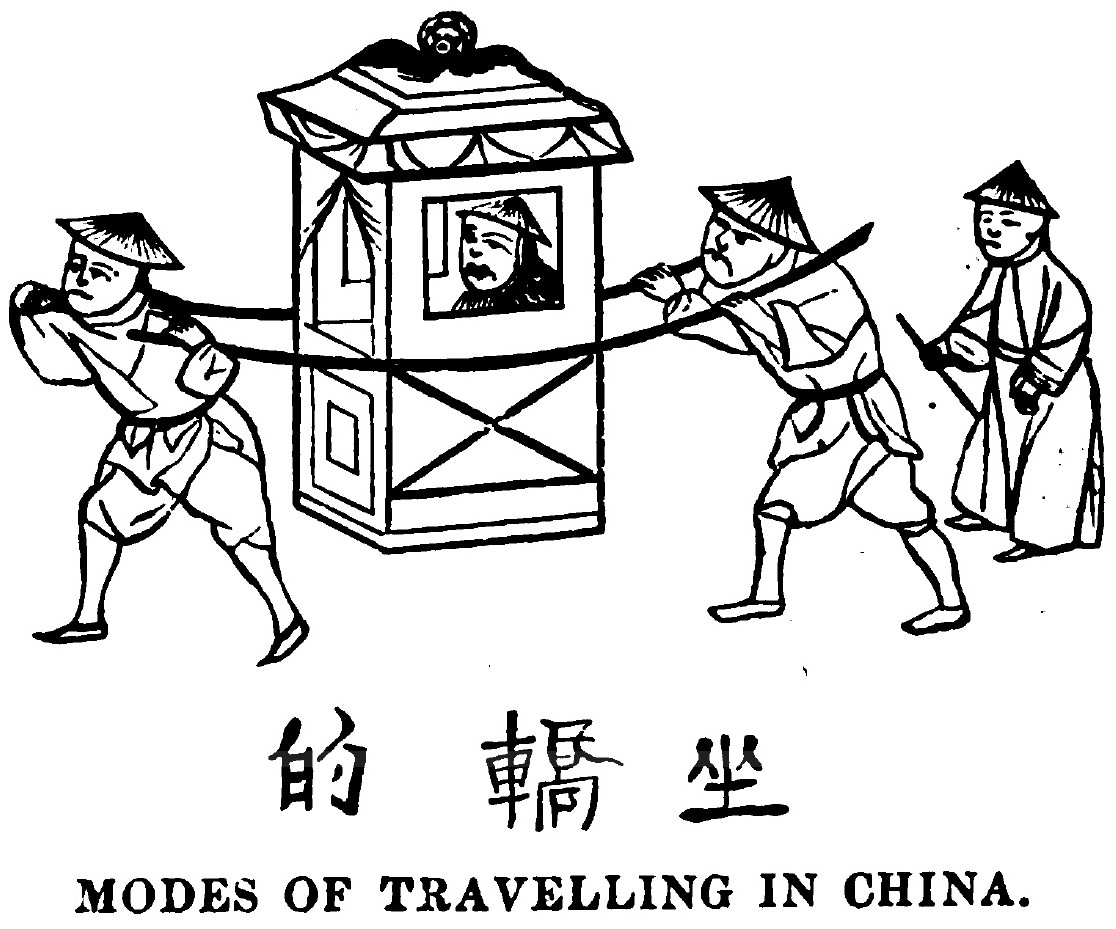
Moduri de călătorie în China (septembrie 1853, X, p.102)

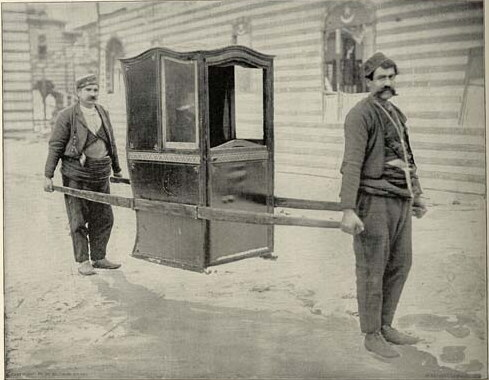
Un tahtırevan turcesc, 1893

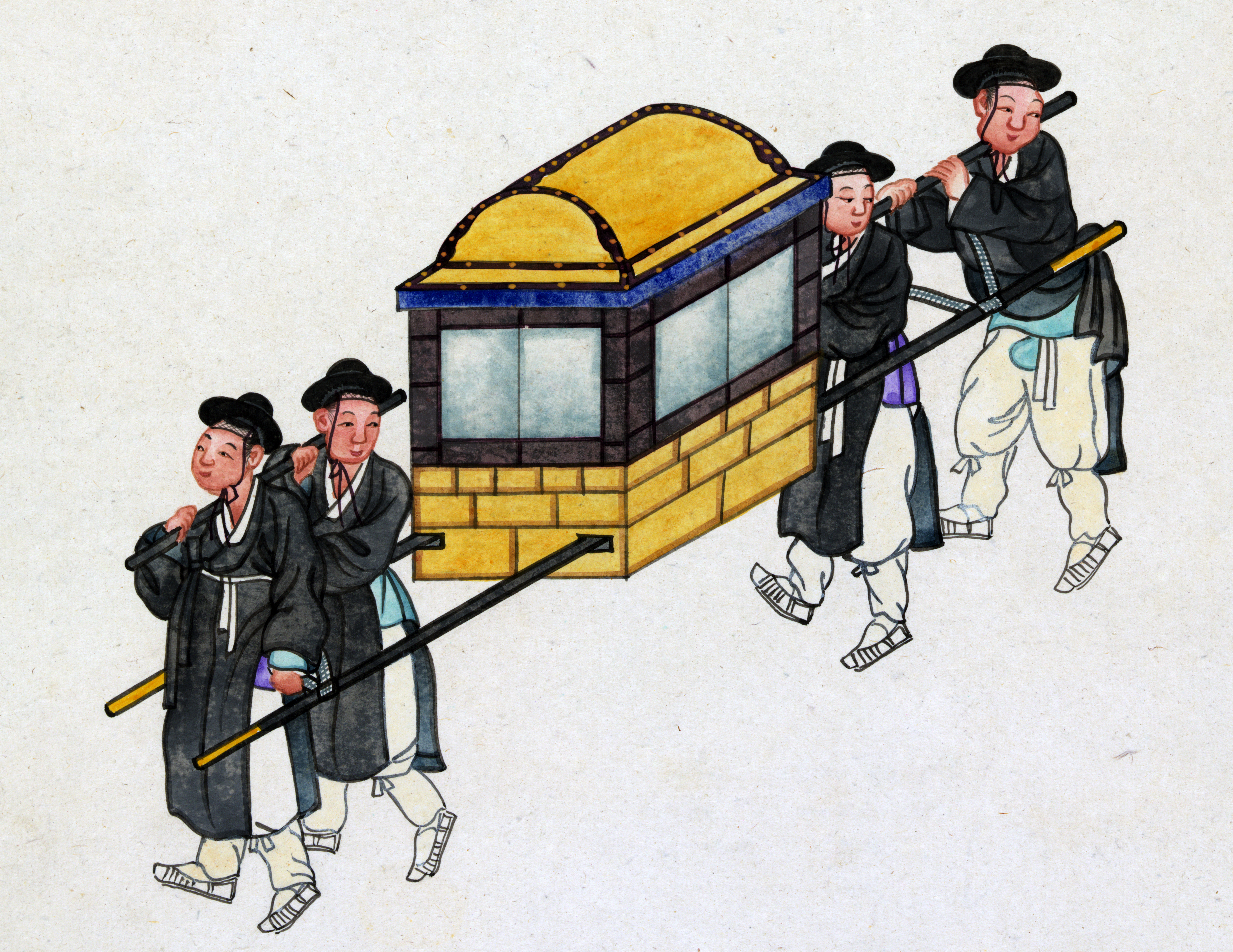
O lectică coreeană, circa 1890

Lectica, cunoscută și sub denumirile de litieră sau palanchin, este un vehicul fără roți, un tip de vehicul propulsat muscular pentru transportul de persoane. Unele dintre cele mai cunoscute exemple de lectici sunt palki sau पालकी (India), পালকি (Bengal), lectica (Roma antică), kiệu (Vietnam ,轎), sedan chair (Marea Britanie), litera (Spania), palanquin (Franța, India), jiao (China,轎), liteira (Portugalia), wo (วอ, litierele în stil chinezesc sunt cunoscute sub numele de kiao เกี้ยว) (Thailanda), gama (Coreea), koshi,, ren, Norimono și Kago (Japonia ,駕籠), tahtırevan (Turcia) și sankayan (Filipine).
Litierele mai mici au forma unor paturi sau scaune purtate de doi sau mai mulți oameni, unele fiind închise pentru a-i proteja pe cei aflați înăuntru. Litierele mai mari, cum ar fi cele ale împăraților chinezi, pot semăna cu o cameră mică aflată pe o platformă purtată pe umerii a doisprezece sau mai multe persoane. Pentru transportarea mai eficientă a litierei, purtătorii amplasează pari pe care fie le așează direct pe umeri, fie folosesc un jug pentru a transfera încărcătura de pe pari pe umeri.

## Antichitate
În Egiptul faraonilor și în multe tărâmuri orientale precum India și China conducătorul și divinitățile (sub forma unui idol precum Krishna) erau adesea transportate în public într-o lectică, în mod frecvent în procesiunile din timpul festivalurilor religioase sau a ceremoniilor laice.
În Roma Antică membrii familiei imperiale, precum și alți demnitari și alți membri ai elitei sociale, erau transportați adesea într-o litieră numită lectica sau „sella”, atunci când nu mergeau călare.
Obiceiul trebuie să fi fost destul de des practicat, deoarece la cel de-al Treilea Conciliu de la Braga din 675 d.Hr. s-a dispus ca, atunci când moaștele sfinților sunt purtate în procesiune, episcopii să meargă pe jos la biserică și să nu fie transportați cu un scaun sau o litieră de diaconi îmbrăcați în alb.
În Biserica Catolică papii erau purtați în același fel pe o Sedia gestatoria, care a fost înlocuită ulterior de papamobil.

## În Asia

### Subcontinentul indian

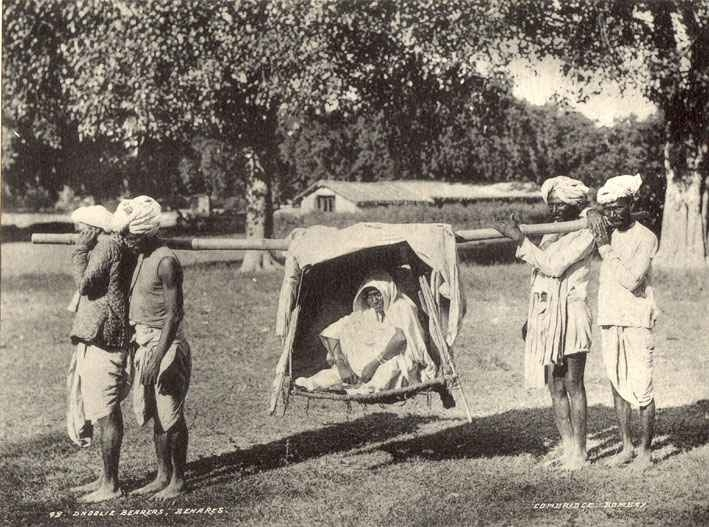
Un palanchin făcut la țară la Varanasi, c. 1895

Un palanchin este o litieră acoperită, folosită de obicei pentru un singur pasager. Este transportat de un număr par de purtători (între doi și opt, dar cel mai frecvent patru) pe umerii lor, cu ajutorul unui par care se întinde în față și în spate.
Termenul provine din cuvântul sancrit palyanka, adică pat sau canapea. Forma malaeză și javaneză este palangki, iar cea hindi și bengali este palki. Portughezii au adăugat, în mod aparent, o terminație nazală, formând cuvântul palanquim. Engleză au adoptat cuvântul din portugheză ca „palanquin”.
Utilizarea modernă a palanchinului este limitată la ocazii ceremoniale. Un doli este folosit pentru transportarea miresei la o nuntă tradițională și poate fi folosit, de asemenea, pentru a purta reprezentări ale zeilor în procesiuni hinduse.

### China
În China dinastiei Han elita călătorea în scaune de bambus ușoare, sprijinite pe spatele unui purtător ca un rucsac. În timpul domniei dinastiei Wei în nordul Chinei și a domniei dinastiei Song în nordul și sudul Chinei litierele de lemn purtate pe umeri sunt reprezentate pe suluri peisagistice pictate.
Un om obișnuit folosea o litieră civilă de lemn sau de bambus (în chineză: 民轎; pinyin: min2 jiao4), în timp ce membrii clasei mandarinilor foloseau o litieră oficială (în chineză: 官轎; pinyin: guan1 jiao4) închisă cu perdele de mătase.

## Legături externe
- Regula Tschumi: Concealed Art. The Figurative Palanquins and Coffins in Ghana. Berne, Edition Till Schaap 2014.
- Regula Tschumi: The Figurative Palanquins of the Ga. History and Significance. In: African Arts, vol. 46, nr. 4, 2013, S. 60–73.
- Trevor Fawcett, „Chair transport in Bath”: from Bath History, II (1988): richly detailed social history
- Luxury Transport of Palanquins: Historical exhibit at Kamat.com